# Alpina belzebuth
Alpina belzebuth là một loài bướm đêm trong họ Geometridae.